# Вендовер (Јута)
Вендовер (енгл. Wendover) град је у америчкој савезној држави Јута.

## Демографија
По попису из 2010. године број становника је 1.400, што је 137 (-8,9%) становника мање него 2000. године.
| Група             | 2000.         | 2010.       |
| Белци             | 430 (28,0%)   | 389 (27,8%) |
| Афроамериканци    | 18 (1,2%)     | 9 (0,6%)    |
| Азијати           | 13 (0,8%)     | 6 (0,4%)    |
| Хиспаноамериканци | 1.055 (68,6%) | 956 (68,3%) |
| Укупно            | 1.537         | 1.400       |